# Station Wąsosz Konecki
Station Wąsosz Konecki is een spoorwegstation in de Poolse plaats Wąsosz.